# Lepa Brena

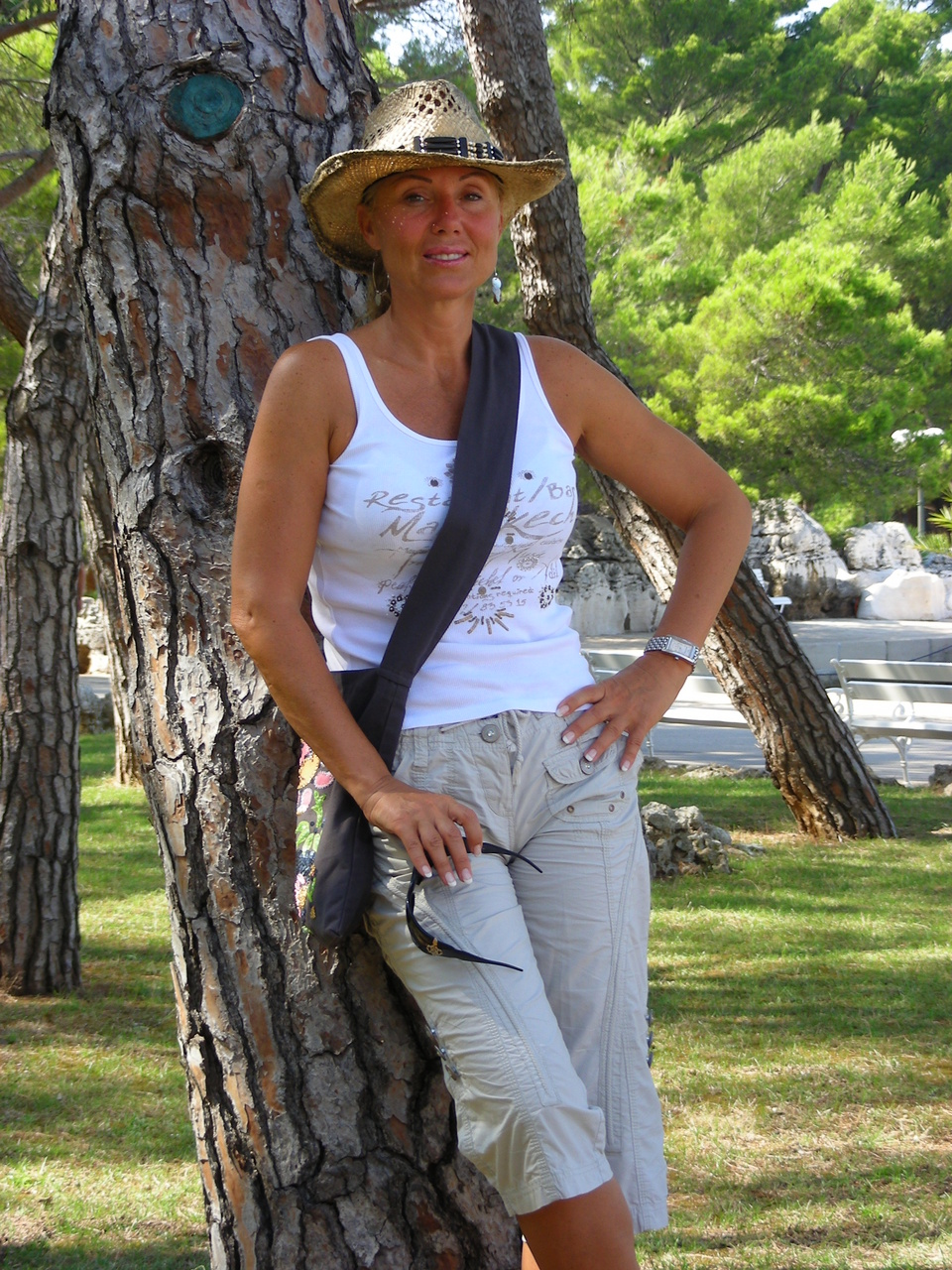
Lepa Brena auf der Insel Brijuni, 2007

Lepa Brena, „Schöne Brena“, serbokroatisch-kyrillisch Лепа Брена, bürgerlicher Name: Fahreta Jahić-Živojinović; Фахрета Јахић-Живојиновић (* 20. Oktober 1960 in Tuzla, FVR Jugoslawien) ist eine jugoslawische Folk- und Popsängerin, welche besonders im ehemaligen Jugoslawien, in Bulgarien, der Türkei und in Rumänien bekannt ist.

## Leben

### 1980er Jahre
Lepa Brena wuchs als drittes Kind des medizinisch-technischen Assistenten Adib und der Schneiderin Ifeta Jahić in Brčko auf. In Brčko absolvierte sie auch die Grundschule und im Anschluss daran das Gymnasium. Brena wurde mehrfach als Jahrgangsbeste ausgezeichnet und nahm an verschiedenen Wissenswettbewerben teil. Neben der Schule sang sie regelmäßig im Kulturzentrum Vasa Pelagić. Während dieser Zeit gewann sie den Talentwettbewerb Mladi Graditelji mit einem Lied von Kemal Monteno. Sie spielte auch Basketball im Club Interplet Brčko. Ihre Teamkolleginnen hatten alle kurze, markante Namen. Ihr Name (Fahreta) war dem Trainer jedoch zu lang, wenn er beim Training oder bei Turnieren Anweisungen geben musste, sodass er ihr kurzerhand den Kosenamen Brena gab, der später zu ihrem Künstlernamen werden sollte.
Mit der Absicht, an der Mathematisch-Naturwissenschaftlichen Fakultät der Universität Belgrad Tourismuswissenschaften zu studieren, zog Lepa Brena 1979 nach Belgrad. Nachdem sie das Studium noch im ersten Studienjahr abgebrochen hatte, trat Jahić in Brčko bei diversen Veranstaltungen auf und lernte auf diesem Wege Saša Popović kennen. Dieser suchte für seine Band, die zu jenem Zeitpunkt noch unter dem Namen Lira Show Band (Lira Šou Bend) auftrat, eine neue Sängerin, da die Vorgängerin Spasa beabsichtigte, die Band zu verlassen. Lepa Brena trat der Band bei, zog nach Novi Sad und ging mit ihnen auf Tournee.
Zunächst traten sie in Hotels auf, wie z. B. im Hotel Park in Novi Sad oder den Hotels Taš und Jugoslavija in Belgrad.
Ihr erstes Album veröffentlichten Brena und Lira Šou 1981, nachdem der Komponist Milutin Popović (Zahar) auf sie aufmerksam geworden war. Auf seinen Rat hin wurde der Bandname von Lira Šou in Slatki Greh („süße Versuchung“, wörtlich „Süße Sünde“) geändert. Die bekannten Titel des Albums waren Ljubi me Omere, Žeravica und insbesondere Čačak, welches auf Anhieb großen Erfolg hatte. Die Lieder hatten oft scherzhafte oder zweideutige Texte.
Brena und die Band Slatki Greh wurden in die Musiksendung Folk Parada eingeladen, um das Lied Čačak darzubieten. Brenas Auftritt wurde nicht ausgestrahlt. Der zu jener Zeit populäre Showmaster Milovan Ilić (Minimaks), der von dem Auftritt gehört hatte, holte die Aufnahme aus dem Archiv, um sie in seiner Sendung Pretežno vedro (Überwiegend heiter) zu zeigen. Ilićs Absicht war eigentlich, sich über Brena und Slatki Greh lustig zu machen, der Effekt war jedoch das genaue Gegenteil. Von diesem Zeitpunkt an nahm Brenas Laufbahn einen Aufwärtstrend. Ilić war auch jener, der Brena das Präfix Lepa (die Schöne) gab. So stand auf dem zweiten Album nicht mehr Brena i Slatki Greh, sondern Lepa Brena i Slatki Greh.
Im Jahr 1982 kam ihr nächstes Album auf den Markt, mit dem sich Brena als jugoslawische Pop-Größe etablierte. Die Titel schrieb wieder Zahar. In der Sendereihe Folk-Parada war sie nun ein gern gesehener Gast. Ihr Produzent war ab 1983 Raka Đokić, während sie in den Anfangsjahren von Vladimir Cvetković betreut wurden. Im Februar 1984 trat Lepa Brena im Rahmen der Eröffnungsfeier der Olympischen Winterspiele in Sarajevo auf. Das Publikum störte sich auch nicht daran, dass ihr Lied Mače moje 1985 auf dem „Index“ stand. Die jugoslawischen Behörden hatten es mit der Begründung, der Text sei obszön, verboten.
Sie nahm zweimal an der jugoslawischen Vorausscheidung zum Eurovision Song Contest als Vertreterin der Radio-Televizija Beograd (RTB, das spätere Radio-Televizija Srbije) teil. 1983 belegte sie bei sechzehn Teilnehmern den siebten Platz. Bei ihrem zweiten Versuch erreichte sie 1986 den zehnten Platz bei fünfzehn Teilnehmern.
Im Jahr 1982 bekam Lepa Brena ihre erste kleine Filmrolle in der erfolgreichen Komödie Tesna koža, sie spielte eine Clubsängerin. Zwei Jahre später spielte sie sich im Film Nema problema selbst. Zwischen 1987 und 1991 wirkte sie dann in den erfolgreichsten Musikfilmen Jugoslawiens mit; die dreiteilige Filmreihe Hajde da se volimo war nach ihrem größten Hit benannt. Durch eine Gastrolle in Hajde da se volimo 2 gelangte auch Džej Ramadanovski an ihrer Seite zu Ruhm. Sie setzten die erfolgreiche Zusammenarbeit auch später, in Form von zwei Duetten, fort.
Ende der 1980er Jahre war Brena einer der größten Stars Jugoslawiens. Sie füllte sogar in den umliegenden Nachbarländern Rumänien und Bulgarien ganze Fußballstadien. Auch eine Lepa-Brena-Barbiepuppe wurde sehr erfolgreich vermarktet. Sie gewann unzählige Preise und wurde bei Veranstaltungen wie dem Oskar Popularnosti mehrfach zur „Sängerin des Jahres“ gekürt. Ihre Tonträger wurden regelmäßig mit Platin ausgezeichnet. Lepa Brena widmete ihrem Land auch zwei Lieder, Živela Jugoslavija und Jugoslovenka. Als ihre Karriere Mitte der achtziger Jahre den Höhepunkt erreichte, sprach man von Brena nacionale.

### 1990er Jahre
Erst der Jugoslawien-Krieg brachte ihre Karriere ins Wanken. Bosniaken bezichtigten Brena, Fotos publiziert zu haben, auf denen sie die Uniform der Armee der Republika Srpska trägt, um so ihre Solidarität mit dieser auszudrücken. Es handelte sich jedoch lediglich um ein Safari-Kostüm, welches sie in ihrem Film Hajde da se volimo 3 getragen hatte. Als der Krieg ihre Heimatstadt Brčko heimsuchte, brachte sie ihre Eltern in ihrem Haus in Novi Sad, in dem sie früher selbst gelebt hatte, unter.
Am 7. Dezember 1991 heiratete sie den ehemaligen Tennisprofi Slobodan Živojinović („Bobo“) und zog von Novi Sad nach Belgrad um. 1993 veröffentlichte sie das Album I da odem iza leđa bogu und gab im folgenden Jahr ein Konzert im ausverkauften Tašmajdan-Fußballstadion. Im selben Jahr starb ihr langjähriger Produzent Raka Đokić. 1994 und 1996 folgten zwei weitere Alben. 1994 war sie die erste Sängerin aus Jugoslawien, die ein Konzert im nun unabhängigen Slowenien gab. 1996 brachte sie auch die erste jugoslawische Multimedia-CD Brena multimedia auf den Markt, welche neben Videoclips und Fotos eine Liste all ihrer Lieder und viele andere Informationen rund um ihre Person enthielt. 1999 gründete sie die Plattenfirma Grand Production. Während des Kosovo-Kriegs sang sie 1999 regelmäßig bei der täglichen Veranstaltung Pesma nas je održala („Das Lied hat uns aufrecht gehalten“), um sich mit Jugoslawien zu solidarisieren.
Lepa Brena leitet heute mit ihrem Mann das Unternehmen Grand Slam. Unter anderem vertreiben sie den Energy-Drink Red Bull auf dem serbischen Markt und sind Repräsentanten des Autoherstellers Ford in Belgrad.

### 2000er Jahre
Anlässlich des 2000 vertonten Albums Pomračenje Sunca versammelte sich nochmals die Begleitband Slatki Greh um Lepa Brena.
Am 23. November 2000 wurde Lepa Brenas achtjähriger Sohn Stefan entführt. Die Geiselnehmer ließen ihn am 28. November 2000, nachdem das Ehepaar Živojinović 2,5 Millionen Mark Lösegeld bezahlt hatte, frei. Die Täter wurden 2003 im Rahmen der Polizei-Aktion Sablja gefasst. Im Anschluss daran legte Jahić-Živojinović eine künstlerische Pause ein, verließ das vom Krieg in Mitleidenschaft gezogene Jugoslawien und lebte zwei Jahre in den USA.
Im Jahr 2002 erhielt Lepa Brena eine besondere Auszeichnung ihrer ehemaligen Plattenfirma PGP-RTS. Sie war die umsatzstärkste Künstlerin, die je bei PGP-RTS unter Vertrag gestanden hat. Aus diesem Anlass wurde auch eine neue Kompilation mit ihren größten Hits veröffentlicht.
Im Jahr 2004 gab sie ein Konzert in Tuzla, wo nationalistische Gruppen zunächst zu ihrem Boykott aufriefen. Mit Parolen wie „Gehen Sie nicht zum Konzert von Frau Živojinović!“ (bezogen auf ihren serbischen Nachnamen) versuchten sie, die Bevölkerung zu beeinflussen. Dennoch war das Konzert komplett ausverkauft. Gaststar war der bosnische Sänger Kemal Monteno, der während seines Auftritts sagte: „Hier hat heute die Liebe über den Hass gesiegt!“
Nachdem sie ihren letzten Auftritt in Zagreb am 29. November 1990 im Studentski Centar am Dan Republike („Tag der Republik“) absolviert hatte, wurde im Jahre 2005 mit einem Auftritt in der beliebten Fernsehsendung Jedan na jedan der Sängerin, Schriftstellerin und Moderatorin Alka Vuica am 7. März 2005 auf dem kroatischen Privatsender Nova TV ihr Comeback in Kroatien eingeleitet. Lepa Brena sprach in der Sendung in einem ausführlichen Interview über Familie, Karriere, ihre Plattenfirma und viele andere Dinge. Im Juni 2006 gab Lepa Brena dem kroatischen Journalisten Darko Hudelist ein Exklusiv-Interview, welches im Wochenmagazin Globus veröffentlicht wurde. Dies war gleichzeitig Lepa Brenas erstes Zeitungs-Interview seit langem.
Nach acht Jahren veröffentlichte Lepa Brena Ende 2008 das Album Uđi slobodno. Die Lieder komponierte Aleksandar Milić, der zuvor mit Ceca Ražnatović gearbeitet hatte. Die Texte schrieb Marina Tucaković. Zur Premiere wurde ein Dokumentarfilm gedreht, welcher dem Publikum das Album und dessen Entstehungsprozess vorstellen sollte. Die neuen Lieder unterschieden sich deutlich von dem, was Brena zuvor vertont hatte. Die Lieder waren nun melancholischer. Scherzhafte und beschwingte Lieder, das einstige Markenzeichen Brenas, sind auf dem Album nicht zu finden.
Im Januar 2009 besuchte Lepa Brena Bulgarien, wo sie, unter anderem, von der bulgarischen Prinzessin Sofija empfangen wurde. Während des Aufenthaltes in Bulgarien war sie Gastjurorin beim bulgarischen Pop Idol und zu Gast in der Show des bulgarischen Sängers Azis.
Am 15. Februar 2009 war Lepa Brena erstmals seit 1990 Gast des kroatischen öffentlich-rechtlichen Fernsehens HRT. Aleksandar Stanković konnte mit einer Einschaltquote von 1,2 Millionen Zuschauern und einem Gesamtdurchschnitt von 25 % (teilweise bis zu 75 %) einen Rekord für seine langjährige Sendung Nedjeljom u dva verzeichnen. Lepa Brenas Auftritt in der Sendung wurde von der kroatischen Presse kontrovers diskutiert, da in der Sendung bislang meist Personen aus der Welt der Politik zu Gast waren und nicht aus der Unterhaltungsbranche. Es folgten Auftritte im slowenischen Fernsehen, wie zum Beispiel in der Show As ti tud not padu, in der sie auch in Sketchen zu sehen war. Große Aufmerksamkeit erregte ihr Auftritt in der bosnischen Sendung Veče sa Emirom. Es war das erste Mal seit 18 Jahren, dass sie in Sarajevo war.
Eine große weltweite Tour mit dem Titel Uđi slobodno sollte die Promotion abrunden. In Bosnien-Herzegowina gab es radikale Proteste gegen Lepa Brena, massiv unterstützt durch den Fernsehsender TV Hayat. Täglich wurde in der Hauptnachrichtensendung über Boykottversuche berichtet. Als Grund wurde oft genannt, dass Lepa Brena sich in den 90er Jahren nicht für ihre alte Heimat eingesetzt habe, obgleich ihr gesellschaftlicher Rang sehr hoch war. Ebenso störte das bosniakische Publikum, dass Lepa Brena und die Statisten im Videoclip zu dem Song Ljubav je, lek za sve aus dem Jahre 1996 stilisierte Polizeiuniformen trugen, die einige an die der serbischen MUP erinnerten. Auch über die Authentizität des Fotos in der vermeintlichen Uniform der Republika Srpska aus dem Jahre 1993 wurde erneut diskutiert. In einer halbstündigen Liveschaltung während der Hauptnachrichtensendung des Senders Hayat bezog Lepa Brena Stellung zu den Vorwürfen. Andere radikale Organisationen, wie zum Beispiel die Patriotska liga, beschimpften Lepa Brena öffentlich als „Četnikuša und Landesverräterin, welcher die Tore Sarajevos auf ewig verschlossen bleiben sollten.“
Im Gegenzug setzten sich einige Kollegen für Lepa Brena ein. So sprachen Kemal Monteno, Halid Bešlić und Hanka Paldum öffentlich ihre Unterstützung aus.
Allen Protesten zum Trotz gab Lepa Brena am 30. Mai 2009 ihr geplantes Konzert in Sarajevo in der ausverkauften Halle Zetra ohne negative Vorfälle. Die Befürworter des Protestes gegen Lepa Brena und ihr Konzert sollte das Erscheinen von Naser Orić, des ehemaligen militärischen Kommandeurs der Bosnischen Streitkräfte während des Jugoslawienkrieges, erstaunen.
In Kroatien gab es ebenfalls Proteste. Das Udruženje Branitelja forderte eingangs, dass das Konzert in Zagreb verboten wird. Später forderten sie von Lepa Brena, das Konzert freiwillig abzusagen. Auch von der kroatischen Regierung und vom dortigen Kultusministerium forderten sie, die Unkosten für die Arena in Zagreb zu übernehmen, um so ein Konzert Lepa Brenas zu verhindern. Als letztes Mittel wurde gefordert, dass die gesamten Einnahmen des Konzertes einem kroatischen Wohltätigkeitsverband zugutekämen. Die Politikerin Jadranka Kosor sprach sich ebenfalls öffentlich gegen Lepa Brenas Konzert aus. Die Vorsitzende des Nezavisno Udruženje Branitelja (Unabhängige Freiwillige Kroatiens) gab bekannt, dass Anhänger 20 verschiedener Vereinigungen der Branitelji, auf dem Zagreber Trg Ban Jelačić Fotos von Lepa Brena in der vermeintlichen serbischen Uniform aus dem Jahre 1993 verteilen werden. Die Aktion erfolgte unter dem Motto Odbrana i čast (Verteidigung und Ehre). Ursprünglich sollte auf der Rückseite der Fotos eine Liste mit den Namen der gefallenen Branitelji während des Jugoslawienkriegs abgedruckt werden, wovon letztendlich abgesehen wurde. Am 12. Juni 2009 wurde, unter Leitung selbiger Organisatoren, eine Demonstration vor der Arena Zagreb abgehalten. Die Demonstranten zündeten Kerzen für die Gefallenen des Kroatienkrieges an und stellten Bilder des Krieges auf, um die Bevölkerung davon abzuhalten, das Konzert zu besuchen. Die Tatsache, dass das Konzert schon Monate im Vorfeld ausverkauft war, und Publikumsumfragen zeigten jedoch, dass das kroatische Publikum anderer Meinung war. Am Konzerttag selber wurde erneut eine Demonstration vor der Arena Zagreb durchgeführt. Die Demonstranten versammelten sich um 18 Uhr vor dem Gebäude und verharrten dort bis zum Beginn des Konzertes. Sie beschimpften die Konzertbesucher und überschütteten sie mit Flugblättern, auf denen das umstrittene Foto von Brena, in der vermeintlichen Uniform, abgebildet war. Abermals wurden zur Abschreckung Grablichter und Bilder mit Szenen des Krieges um die Arena herum aufgestellt. Es gab drei Falschmeldungen über Bomben in der Arena Zagreb. Am selben Tag fand die Zagreb Pride statt. Parallel zur Zagreb Pride gab es eine Gegendemonstration, bei welcher es zu gewalttätigen Auseinandersetzungen kam, sodass viele Gegendemonstranten an zwei Fronten kämpften und auch gegen Brenas Konzert demonstrierten. Gewalttätige Ausschreitungen blieben bei Lepa Brenas Konzert jedoch aus. Laut Angaben der kroatischen Polizei gab es auch, entgegen Medienberichten, keinerlei zusätzliche Sicherheitsvorkehrungen als im üblichen Maße.
In Mostar sang Lepa Brena am 10. Juni 2009 zum ersten Mal nach 26 Jahren. Zu Ehren Lepa Brenas wurde der traditionelle Sprung in die Neretva von der Alten Brücke dargeboten. Konzerte in Banja Luka und Portorož verliefen ebenfalls erfolgreich.
Im Rahmen des TV-Boulevardmagazins Red Carpet drohten Mitglieder der Vereinigung HVIDRA, nach Ankündigungen eines Konzertes in der Arena in Split, dass sich 40 000 Personen vor der Arena versammeln werden, um einen Auftritt zu verhindern. Der ehemalige Fußballspieler Ivica Hlevnjak sagte, er würde die Arena in die Luft sprengen, bevor Lepa Brena in ihr auftreten würde. Die Vereinigung HVIDRA reichte auch eine Klage gegen die Sängerin wegen, wie sie angaben, „begründetem Verdacht, sie habe gegen Wertvorstellungen verstoßen, die durch internationales Recht geschützt werden“, ein. Lepa Brena sagte dazu der Tageszeitung Press: „Alles, was ich ihnen ausrichten möchte, ist, dass ich mich für das herzliche Willkommen bedanken möchte. Ich messe dem, was dort geredet wird, keine sonderliche Bedeutung bei, aber ich denke, dass es nicht in Ordnung ist, dass unseren Interpreten in Kroatien ständig gedroht wird, selbst mit dem Tode, während ihre Interpreten in Serbien willkommen sind und ohne jegliche Vorfälle Konzerte abhalten.“

### 2010er Jahre
Im März 2010 beendete Lepa Brena die Zusammenarbeit mit dem Komponisten Aleksandar Milić und seiner Miligram Band. Zoran Čaušević „Kiki“ gründete eine neue Band, die Lepa Brena bei ihren Auftritten begleiten sollte.
Lepa Brena gewann den Oskar Popularnosti im Laufe ihrer Karriere in verschiedenen Kategorien und ist Rekordhalterin, was gewonnene Trophäen angeht. 2010 wurde sie von der Zeitschrift Puls abermals als beste Sängerin in der Kategorie Folk mit dem Oskar Popularnosti, ausgezeichnet. Sie schaltete dabei ihre ebenfalls nominierten Kolleginnen Seka Aleksić, Dragana Mirković, Tanja Savić und Ceca aus. Über die Siegerin entschieden die Leser der Zeitschrift. Da sie an dem Abend jedoch ein Konzert im slowenischen Ptuj gab und aus diesem Grund den Oskar nicht persönlich entgegennehmen konnte, gab es eine Liveschaltung nach Ptuj, in welcher sich Lepa Brena an das Publikum wandte.
Im März 2011 sagte Lepa Brena ein für den 26. März geplantes Konzert in Osijek ab. Zuvor hatten Domobrani mit Bildern von Lepa Brena und Friedhofsnachbauten in den Händen demonstriert und angekündigt, am Tag des Konzertes alle Eingänge zu blockieren, damit niemand der Veranstaltung beiwohnen könne. Lepa Brena entschuldigte sich bei ihren Anhängern für die Absage des Konzertes, sie wolle jedoch nicht mit Politik in Verbindung gebracht werden. Andere Konzerte in Kroatien waren zuvor problemlos abgelaufen, so zum Beispiel in Rijeka.
Am 29. Mai 2011 veröffentlichte Brena ihre neue Single Metak sa posvetom. Erstmals wurde dabei die Single als Download auf ihrer Website sowie den Websites verschiedener Zeitschriften bereitgestellt. Die Single kündigt das neue Album Začarani krug an. Dies geschah zeitgleich mit den Singleveröffentlichungen von Dragana Mirković und Ceca, was von der Boulevardpresse mit großem Interesse verfolgt wurde. Der Song wurde von den kroatischen Komponisten und Interpreten Petar Grašo und Antonija Šola geschrieben.
Für die Veröffentlichung ihres Albums Začarani krug schloss Lepa Brena, abgesehen von den ersten Single-Promotionen via Internet, einen Vertrag mit dem Mineralölkonzern Lukoil ab. Dieser bot ihr Album zusammen mit einer Lukoil-Kundenkarte schon am 20. Juli 2011 in seinen Niederlassungen zu einem Vorzugspreis an. Die Veröffentlichung im regulären Handel wurde für den 20. August 2011 angesetzt, dann zum handelsüblichen Preis.
An ihrem 51. Geburtstag gab Lepa Brena ein Konzert in der BeoArena. Wegen guter Nachfrage wurde auch am Tag darauf ein Konzert in der BeoArena gegeben. Im Rahmen ihrer PR Tour durch Bulgarien wurde sie vom dortigen Ministerpräsidenten Bojko Borissow eingeladen, der sie im Narodno Sabranie empfing. Am 3. Dezember 2011 folgte ein großes Konzert in der Arena Armeec in Sofia sowie am 8. Dezember 2011 in der Arena Čair in Niš.
Seit 2004 hatte Lepa Brena gesundheitliche Probleme. Nachdem bei einem Auftritt ihre Hand blau angelaufen war und sie ein Taubheitsgefühl verspürt hatte, diagnostizierte man im Anschluss an der Vojnomedicinska akademija (Militärmedizinische Akademie) in Belgrad eine Thrombose. Es folgte ein stationärer Aufenthalt im selben Krankenhaus. 2012 wurde abermals eine Thrombose festgestellt, was eine weitere stationäre Behandlung nach sich zog. Lepa Brena änderte auf ärztlichen Rat hin viele Lebensgewohnheiten und sagte zahlreiche Auftritte ab.
Im Jahr 2013 gab Brena bei den Velikogospojinski dani in Novi Bečej vor über 60.000 Menschen ein Konzert. Kurz vor Weihnachten und Silvester 2013 erschien eine Kompilation bosnischer, serbischer und mazedonischer Volkslieder, welche Lepa Brena ihrer Mutter widmete, sowie die Download-Singles Ljubav čuvam za kraj und Zaljubljeni veruju u sve. Letzteres Lied komponierte Hari Varešanović. Am Valentinstag 2014 sang Brena nach 18 Jahren Pause in Novi Sad, im ausverkauften Zentrum SPENS, vor 10.000 Zuschauern.

## Rezeption
Lepa Brena deklariert sich auch heute noch als Jugoslawin und Jugonostalgikerin. Oft zitiert wird ihre Aussage aus einem Interview für die Tageszeitung Press: „Wenn jemand das Recht hat, sich als Kroate oder Serbe zu deklarieren, dann habe auch ich das Recht, Jugoslawin zu sein.“ („Ako neko ima pravo da se deklariše kao Hrvat ili Srbin, i ja imam pravo da budem Jugoslovenka.“) Der Komponist Milutin Popović, besser bekannt unter seinem Künstlernamen Zahar, welcher mehrere ihrer Hits geschrieben hat, sagte über Lepa Brena, sie sei „der letzte Pfeiler der Brüderlichkeit und Eintracht“ („poslednji stub bratstva i jedinstva“). Auch von der ex-jugoslawischen Presse wird Lepa Brena oft als Symbol des „Jugoslawentums“ bezeichnet.
Mit den Phänomen „Lepa Brena“ befassten sich auch zahlreiche Soziologen und Fachleute aus der Medienbranche. Es werden unzählige mögliche Theorien für ihren großen Erfolg aufgeführt. Unter anderem, so die Medienpädagogin Milena Dragićević-Šešić, war entscheidend, dass Lepa Brena die erste Sängerin im ehemaligen Jugoslawien war, welche eine Marketingstrategie anwandte, die im Folkmusikbereich unüblich war und zuvor nur im Pop- und Rockmusikbusiness Anwendung fand. Sie konnte als erste Interpretin Gesellschaftskreise für ihre Musik interessieren, welche zuvor nie Folkmusik gehört hatten. Ebenso war sie Pionierin, als sie Kinder als marktrelevanten Faktor wahrnahm und bewusst als Zielgruppe ansprach. Weiterhin wird von verschiedenen Seiten oft betont, dass sie heute „das Symbol einer Zeit ist, in der die meisten Jugoslawen noch glücklich und sorgenfrei waren“, sodass Lepa Brena meistens mit ausschließlich positiven Dingen assoziiert wird („[…] svi vole Brenu jer je simbol jednog vremena – kada smo svi bili srećni, bezbrižni […]“).
Massive Anstrengungen einzelner Medien und Verbände, Lepa Brenas Konzerte in Kroatien und Bosnien und Herzegowina nach Ende des Krieges zu boykottieren und sie als Künstlerin und Menschen zu diskreditieren, blieben erfolglos. Ihre Konzerte waren stets ausverkauft und das Publikum empfing sie unvoreingenommen mit Ovationen, wie zu jugoslawischen Zeiten.
Ihr Konzert aus dem Jahre 1990 im Wassil-Lewski-Nationalstadion in Sofia mit 100.000 Zuschauern gilt als legendär. Auch über zwanzig Jahre danach hat es kein Künstler geschafft, derart viele Besucher anzuziehen und dieses Fußballstadion zu füllen. Ähnlich spektakulär verlief Lepa Brenas Konzert 1984 vor 60.000 Fans im rumänischen Timișoara. Von einem Kran aus sang sie dabei ihren Hit Živela Jugoslavija.
Das Theaterstück Lepa Brena Project von Olga Dimitrijević und Vladimir Aleksić befasst sich mit Lepa Brenas Leben, Jugo-Nostalgie, Zeitgeschichte und den Verbindungen unterschiedlicher Generationen. Im Stück treten 5 verschiedene Darstellerinnen als Lepa Brena auf. Beim New Stages South East Festival in Oberhausen wurden im Mai 2023 Stücke aus Bosnien und Herzegowina, Bulgarien, Griechenland, Kroatien, Rumänien, der Republik Moldau, Serbien und Zypern dargeboten. Serbien und Belgrad wurden hier vom Lepa Brena Project, wo es auf Serbisch mit deutschen Unter- bzw., Übertiteln gespielt wurde, vertreten. Das Stück wird seit seiner Uraufführung am 19. Dezember 2019 im Belgrader Bitef Teatar erfolgreich, auch abgesehen von den Staaten des ehemaligen Jugoslawien, international, unter anderem in Österreich und der Schweiz, als Gastspiel präsentiert.

## Diskografie
Die Alben aus den Jahren 1987, 1989 und 1990 sind auch die Soundtracks zur Trilogie Hajde da se volimo.

### Alben
- 1981: Čačak, Čačak
- 1982: Mile voli disko
- 1984: Bato, Bato
- 1984: Pile moje
- 1986: Voli me, voli
- 1986: Uske pantalone
- 1987: Hajde da se volimo
- 1989: Četiri godine
- 1990: Boli me uvo za sve
- 1991: Zaljubiška
- 1993: Ja nemam drugi dom
- 1994: Kazna božija
- 1996: Luda za tobom
- 2000: Pomračenje sunca
- 2008: Uđi slobodno...
- 2011: Začarani krug
- 2018: Zar je važno da l’ se peva ili pjeva?

### Kollaborationen
- 1985: Jedan dan života (mit Miroslav Ilić)

### Kompilationen
- 1995: Zlatni hitovi 1, 2, 3 (3 separate CDs)
- 1995: Nezaboravni hitovi (für den slowenischen Markt)
- 1998: Jedna je... Lepa Brena (für den slowenischen Markt)
- 1999: Najveći hitovi 1, 2, 3, 4, 5 (5 separate CDs)
- 2000: Lepa Brena (Rade Krstić)
- 2002: Lepa Brena 1, 2 (2 separate CDs)
- 2003: The Best of (Doppel-CD)
- 2013: Izvorne i novokomponovane narodne pesme CD 1
- 2016: Ultimate Best of (6 CDs)

### EPs
- 2021: 2021

### Singles (Auswahl)
| - 1983: Sitnije Cile sitnije - 1984: Hej Šeki Šeki - 1986: Miki, Mićo - 1986: Sve Bih Dala Da Si Moj - 1987: Udri Mujo - 1987: Sanjam - 1987: Golube - 1987: Hajde Da Se Volimo - 1987: Posle devet godina (mit Alisa) - 1989: Jugoslovenka - 1989: Zaželi Sreću Drugima | - 1989: Biseru Beli - 1990: Čik Pogodi - 1995: Nisam ja mali (mit Džej Ramadanovski) - 1996: Luda za tobom - 1996: Sve Mi Dobro Ide Osim Ljubavi - 1996: Ti Si Moj Greh - 2000: Kolovođa - 2008: Uđi slobodno... - 2008: Pazi Kome Zavidiš - 2017: Boliš I Ne Prolaziš - 2018: Srećna Žena |

## Filmografie
- 1982: Tesna koža 1
- 1983: Kamiondžije 2
- 1984: Kamiondžije opet voze
- 1984: Nema problema
- 1987: Hajde da se volimo 1
- 1989: Hajde da se volimo 2
- 1990: Hajde da se volimo 3
- 2009: Mahalaši (Fernsehserie, Gastauftritt)
- 2009: Nad lipom 35 (Fernsehserie, Gastauftritt)
- 2018: Lepa Brena i godine Slatkog greha (Dokumentarfilm in 3 Teilen)
- 2019: Taksi bluz (Synchronstimme Mama Mileva)

## Theater
- 2019: Lepa Brena prodžekt (international auch Lepa Brena Project; Produktion Flying Ginger & Bitef Teatar, Belgrad)